# Émilien Pacini
Émilien Pacini (Parigi, 17 novembre 1811 – Neuilly-sur-Seine, 23 novembre 1898) è stato un drammaturgo e librettista francese.

## Biografia
Era il figlio dell'editore e musicista Antonio Pacini e di Jacqueline Rosier. Sua sorella Eugénie Jeanne Pacini, fu la madre di Antony Choudens, compositore ed editore musicale. Émilien Pacini ha lavorato nell'amministrazione dei teatri e ha ricoperto l'incarico di censore drammatico presso il Ministero dell'Interno. Fu amico di Gioachino Rossini, per il quale scrisse i testi della cantata composta in occasione dell'Esposizione universale di Parigi (1867).

## Opere
- 1837: Stradella, opera, con Émile Deschamps, musica di Louis Niedermeyer;
- 1840: Loyse de Montfort, cantata, con Émile Deschamps, musica di François Bazin;
- 1841: Versione francese di Der Freischütz, musica di Carl Maria von Weber, recitativi di Hector Berlioz;
- 1850: Les Deux princesses, opéra-comique, musica di Wilfrid d'Indy;
- 1850: La Rédemption, mistero in 5 parti con prologo e epilogo, con Émile Deschamps, musica di Giulio Alary;
- 1854: Cordélia, opera di Séméladis, con Émile Deschamps;
- 1857: Versione francese di Le Trouvère, opera di Giuseppe Verdi (1856);
- 1859: La Perle de Frascati, opéra-comique, musica di Amédée de Roubin;
- 1860: Pierre de Médicis, opera, con Jules-Henri Vernoy de Saint-Georges, musica di Giuseppe Luci Poniatowski;
- 1871: Erostrate, opera, con Joseph Méry, musica di Ernest Reyer (1862);

Inoltre
- 1841 ca.: Stradella, opera in 3 atti e overture, con Émile Deschamps, musica di César Franck, prima rappresentazione Parigi, Opéra-comique, 22 maggio 1985;[1]